# Portorykańska Partia Niepodległości
Portorykańska Partia Niepodległości (ang. Puerto Rican Independence Party, hiszp. Partido Independentista Puertorriqueño, skr. PIP) – portorykańska partia polityczna, prowadząca działalność na rzecz uzyskania niepodległości Portoryka od Stanów Zjednoczonych. Jest to jedna z trzech największych partii politycznych w Portoryku i druga najstarsza spośród zarejestrowanych.. Partia jest członkiem Międzynarodówki Socjalistycznej. Partia ma profil socjaldemokratyczny.